# Oleg Alekszandrovics Ivanov
Oleg Alekszandrovics Ivanov (oroszul: Олег Александрович Иванов; Moszkva, 1983. október 17. –) orosz labdarúgó, jelenleg az Ahmat Groznij játékosa. Posztját tekintve középpályás.
Az orosz válogatott tagjaként bronzérmet szerzett a 2008-as Európa-bajnokságon, de nem lépett pályára. 2013 februárjában az Izland elleni barátságos válogatott mérkőzésre, hosszú idő után ismét kapott meghívót, azonban még ekkor sem sikerült bemutatkoznia a nemzeti csapatban.

## Sikerei, díjai
Nürnberg
- Német kupagyőztes (1): 2006–07

Oroszország
- Európa-bajnoki bronzérmes (1): 2008